# ميشيل رودريغيز (لاعب كرة قدم)
ميشيل رودريغيز (بالفرنسية: Michel Rodriguez)‏ (25 نوفمبر 1978 بمونبلييه في فرنسا - ) هو لاعب كرة قدم فرنسي في مركز الدفاع. شارك مع منتخب فرنسا تحت 18 سنة لكرة القدم ومنتخب فرنسا تحت 19 سنة لكرة القدم. أما مع النوادي، فقد لعب مع ستاد لافال ونادي أميين ونادي تور ونادي روان ونادي كان ونادي كريتيل ونادي مونبلييه.

## وصلات خارجية
- ميشيل رودريغيز على موقع قاعدة بيانات كرة القدم.إي يو (الإنجليزية)
- ميشيل رودريغيز على موقع ليكيب (الفرنسية)
- ميشيل رودريغيز على موقع Soccerway.com (الإنجليزية)
- ميشيل رودريغيز على موقع عالم كرة القدم.نت (الإنجليزية)
- ميشيل رودريغيز على موقع GSA (الإنجليزية)